# Teal Harle
Teal Harle (Campbell River, 5 de octubre de 1996) es un deportista canadiense que compite en esquí acrobático, especialista en las pruebas de big air y slopestyle.
Consiguió dos medallas en los X Games de Invierno. Participó en dos Juegos Olímpicos de Invierno, ocupando el quinto lugar en Pyeongchang 2018, en el slopestyle.

## Medallero internacional
| \| X Games de Invierno \| X Games de Invierno \| X Games de Invierno \| X Games de Invierno \| \| Año \| Lugar \| Medalla \| Prueba \| \| ------------------- \| ---------------------- \| ------------------- \| ------------------- \| \| 2022 \| Aspen (Estados Unidos) \| Medalla de bronce \| Big air \| \| 2023 \| Aspen (Estados Unidos) \| Medalla de plata \| Big air \| |                        |                   |         |
| X Games de Invierno |                        |                   |         |
| Año | Lugar                  | Medalla           | Prueba  |
| 2022 | Aspen (Estados Unidos) | Medalla de bronce | Big air |
| 2023 | Aspen (Estados Unidos) | Medalla de plata  | Big air |